# トケパラ洞窟

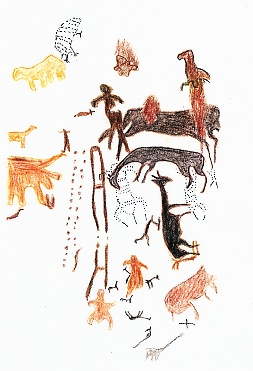
トケパラの壁画

トケパラ洞窟（トケパラどうくつ、Toquepala cave）は、ペルーの南高地タクナ県の海抜2700メートルに位置する石期（Lithic）の岩陰遺跡。奥行きは10メートルほどで、岩壁に描かれた壁画は南アメリカの洞窟絵画の代表例として知られる。トケパラ洞穴とも。
トケパラ銅鉱山の南東13キロメートル、タクナ市からは直線距離で154キロメートル、車で片道2時間半程の距離、標高2700メートルの位置にある。
トケパラの洞窟の奥行きは10メートル、幅は5メートル、天井までの高さは3メートルほどである。トケパラの洞穴に入るとその壁面に狩猟のさまざまな場面を描いた壁画（岩絵）を見ることができる。狩人たちが棒を持って南米の野生のラクダ科の動物であるグアナコの群れを追い込んで捕殺している場面を表現している。約500もの岩石線画は狩猟のシーンや戦いの様子などが描かれている。
トケパラの壁画は1961年に発見され、1963年にホルヘ・C・ムエー(Jorge C.Muelle)によって壁画の模写と堆積層の発掘調査が行われた。
アンデスでは、典型的な狩りの方法を「チャコ」と呼んでいる。狩人が捕獲のために丸い形を獲物の周りに作り、囲い込む様子などが見られ、岩絵にこのシーンを描くことには、豊作を願う呪術的目的があったといわれている。
狩人たちは、共有している狩り場で輪をつくって獲物（獣）を追い込み、殺すか生け捕りにした。そのため猟柵と思われる囲いを描いた壁画も見られる。そういった狩りの様子を、トケパラの壁画は、くすんだ赤色や明るい赤色、黄色、緑、黒、白などの顔料を用いていきいきと描いている。ムエーは、狩猟で獲物をとれるように呪術をかける意味でこういった場面が描かれたとしている。
発掘調査によって、堆積層は深さ1.8メートルに及ぶことが判明し、下層では葉状尖頭器、削器、握斧などラウリコチャ遺跡の狩猟文化と似た遺物が出土し、壁画との関連をうかがわせる。上層からは、三角形をした尖頭器が出土している。
洞窟内で発見された石器は古代アンデス初期石器伝統に属するとされる。
炉跡から採取された炭化物の放射性炭素年代測定の結果は9490±140B.P.、つまり紀元前7500年前後の年代を示している。